# 綜合主義
綜合主義（そうごうしゅぎ）は、1880年代末頃、ポール・ゴーギャン、エミール・ベルナール、シャルル・ラヴァル、ルイ・アンクタンらによって提唱された芸術運動。フランス語のSynthétisme（サンテティスム）の訳語。色彩を分割しようとする印象主義への反発として現れた、ポスト印象主義の一潮流といえ、2次元性を強調した平坦な色面などに特徴が見られる。

## 形態・色彩の単純化としての綜合主義

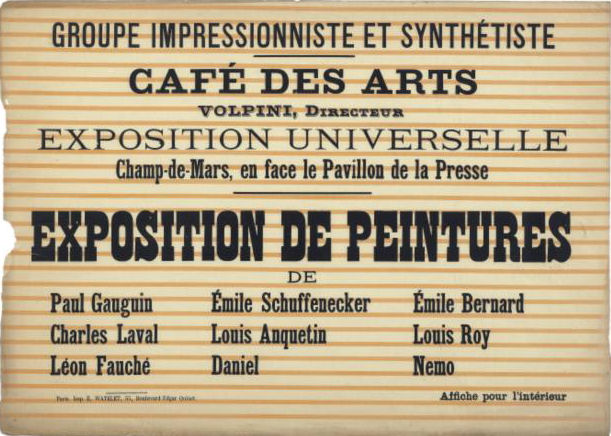
カフェ・ヴォルピーニで開かれた「印象主義および綜合主義グループ」展のポスター。

ゴーギャン、ベルナール、ラヴァル、アンクタンら、ポン＝タヴァン派の画家たちは、1889年、パリ万国博覧会の会場の一隅にあるカフェ・ヴォルピーニで、「印象主義および綜合主義グループ」と自称する展覧会（ヴォルピーニ展）を開いた。「印象主義」という言葉を掲げてはいるが、宣伝上の必要によるものにすぎず、むしろ、その内容は、反印象派的なものであった。すなわち、印象派が、感覚で捉えられた外界を忠実に画面に表現しようとしていたのに対し、ポン＝タヴァン派は、絵画に思想的・哲学的内容を盛り込もうと考えた。ゴーギャンは、印象派を次のように激しく批判している。
そして、印象派が、光を画面に表現する際、原色による細かな筆触に分割するという色彩分割の手法をとったのに対し、ポン＝タヴァン派は、強く太い輪郭線によって対象の形態を捉え、平坦な色面で画面を構成するという手法をとった。このような手法はクロワゾニスムと呼ばれ、綜合主義はクロワゾニスムとほぼ同義で使われることもある。

## 主観と客観の綜合

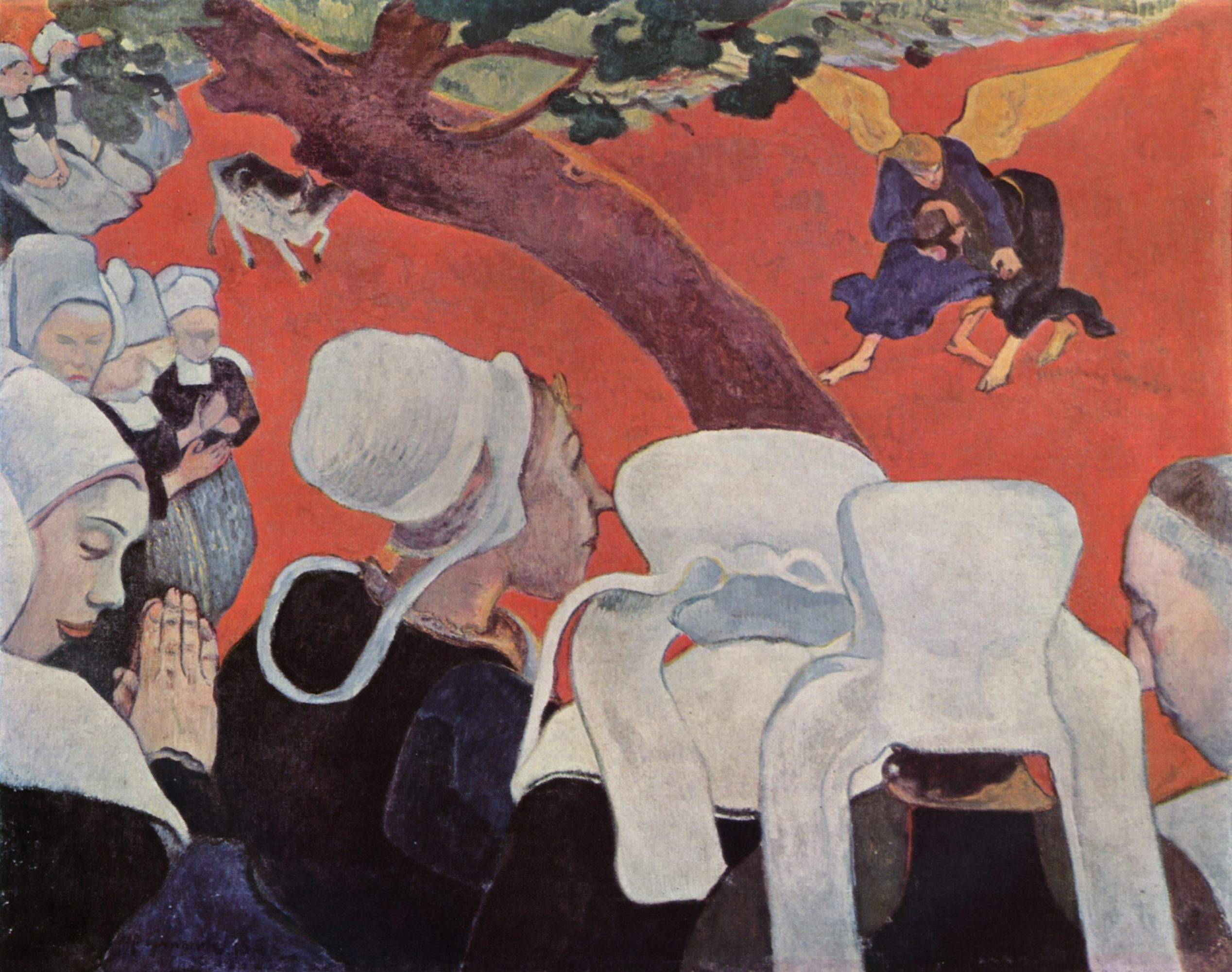
ゴーギャン『説教の後の幻影：ヤコブと天使の争い』（1888年）。スコットランド国立美術館。

もっとも、綜合主義の内容は、こうした形態・色彩の単純化だけにとどまらず、単純化された形態・色彩と、主観や思想との綜合を意味するものと説明される。それは、画面上の造形要素における秩序を重んじながら、精神的価値を盛り込もうとすることであり、外なる世界（感覚）と内なる世界（想像力）の綜合を追求するものとも言い換えられる。
ゴーギャンの『説教の後の幻影』では、強い輪郭線と平坦な色彩というクロワゾニスムの手法が用いられているだけでなく、構図の点でも、女性たちのいる現実の世界と、その女性たちが見ている天使とヤコブの闘いの幻影とが一つの画面にまとめられており、綜合主義を代表する傑作とされている。

## 影響
綜合主義の思想は、ゴーギャンを師と仰ぐナビ派の画家たちに引き継がれた。ナビ派の画家モーリス・ドニは、「分析の精神に対する綜合の精神の勝利、感覚に対する想像力の勝利、自然に対する人間の勝利」を宣言し、総合主義の本質を説明している。同じくナビ派のポール・セリュジエは、「綜合とは、あらゆる形態を、我々が思考することのできるわずかの数の基本的形態、例えば直線とか、何種類かの角度とか、円または楕円の弧とかいうものの中に押し込めてしまうことをいう。」と説明している。